# Campionato europeo maschile under 21 di calcio 1994
Il campionato di calcio europeo Under-21 1994, 9ª edizione del campionato europeo di calcio Under-21 organizzato dall'UEFA, si è svolto dal 15 al 20 aprile 1994 (in Francia a partire dal 15 aprile). Il torneo è stato vinto dall'Italia campione in carica, che eguagliò l'Inghilterra di un decennio prima vincendo la competizione per la seconda volta e per la seconda volta consecutiva.
Le fasi di qualificazione hanno avuto luogo tra il 21 aprile 1992 e il 14 dicembre 1993 e hanno designato le otto nazionali finaliste che si sono affrontate in gare a eliminazione diretta con andata e ritorno. Tra le quattro vincitrici dei quarti di finale per la prima volta ne è stata designata una, la Francia, quale nazione ospitante delle quattro partite della fase finale.
La finale si è disputata il 20 aprile 1994 tra le formazioni dell'Italia e del Portogallo.

## Qualificazioni

### Squadre qualificate
| Squadra                                          |
| ------------------------------------------------ |
| Cecoslovacchia                                   |
| Francia (in seguito designata nazione ospitante) |
| Grecia                                           |
| Italia                                           |
| Polonia                                          |
| Portogallo                                       |
| Russia                                           |
| Spagna                                           |

## Fase ad eliminazione diretta
|  | Quarti di finale | Quarti di finale |             |        | Semifinali                | Semifinali                |  |  | Finale    | Finale |
|  |                  |                  |             |        |                           |                           |  |  |           |        |
|  | 8-23 marzo       |                  |             |        |                           |                           |  |  |           |        |
|  |                  |                  |             |        |                           |                           |  |  |           |        |
|  | Francia          | 3                |             |        |                           |                           |  |  |           |        |
|  | Francia          | 3                | 15 aprile   |        |                           |                           |  |  |           |        |
|  | Russia           | 0                |             |        |                           |                           |  |  |           |        |
|  | Russia           | 0                | Francia     | 0 (3)  |                           |                           |  |  |           |        |
|  | 9-23 marzo       |                  | Francia     | 0 (3)  |                           |                           |  |  |           |        |
|  |                  | Italia           | 0 (5)       |        |                           |                           |  |  |           |        |
|  | Italia           | Italia           | 0 (5)       | 3      |                           |                           |  |  |           |        |
|  | Italia           |                  | 20 aprile   | 3      |                           |                           |  |  |           |        |
|  | Cecoslovacchia   | 1                |             |        |                           |                           |  |  |           |        |
|  | Cecoslovacchia   | 1                | Italia (gg) | 1      |                           |                           |  |  |           |        |
|  | 9-23 marzo       |                  | Italia (gg) | 1      |                           |                           |  |  |           |        |
|  |                  | Portogallo       | 0           |        |                           |                           |  |  |           |        |
|  | Polonia          | Portogallo       | 0           | 1      |                           |                           |  |  |           |        |
|  | Polonia          | 15 aprile        |             | 1      |                           |                           |  |  |           |        |
|  | Portogallo       | 5                |             |        |                           |                           |  |  |           |        |
|  | Portogallo       | 5                | Portogallo  | 2      | Finale per il terzo posto | Finale per il terzo posto |  |  |           |        |
|  | 9-23 marzo       |                  | Portogallo  | 2      | Finale per il terzo posto | Finale per il terzo posto |  |  |           |        |
|  |                  | Spagna           | 0           |        |                           |                           |  |  |           |        |
|  | Spagna           | Spagna           | 0           | 4      | Francia                   | 1                         |  |  |           |        |
|  | Spagna           |                  |             | 4      | Francia                   | 1                         |  |  |           |        |
|  | Grecia           | 2                |             | Spagna | 2                         |                           |  |  |           |        |
|  | Grecia           | 2                |             |        | 2                         |                           |  |  |           |        |
|  |                  |                  |             |        |                           |                           |  |  | 20 aprile |        |
|  |                  |                  |             |        |                           |                           |  |  |           |        |

### Quarti di finale
Andata 8 e 9 marzo, ritorno 23 marzo 1994.
| Squadra 1 | Totale | Squadra 2      | Andata | Ritorno |
| --------- | ------ | -------------- | ------ | ------- |
| Francia   | 3 - 0  | Russia         | 2 - 0  | 1 - 0   |
| Italia    | 3 - 1  | Cecoslovacchia | 3 - 0  | 0 - 1   |
| Polonia   | 1 - 5  | Portogallo     | 1 - 3  | 0 - 2   |
| Spagna    | 4 - 2  | Grecia         | 0 - 0  | 4 - 2   |

### Fase finale

#### Semifinali
| Arbitro: | Burge |

|                                |                      |                                         |
| Carotti Ouédec Makélélé Zidane | Tiri di rigore 3 – 5 | Panucci Vieri Berretta Marcolin Carbone |

| Arbitro: | Weber |

|                              |           |  |
| Rui Costa 48’ João Pinto 82’ | Marcatori |  |

#### Finale 3º posto
| Arbitro: | Çakar |

|           |           |                       |
| Nouma 45’ | Marcatori | 53’ (rig.), 75’ Óscar |

#### Finale
| Arbitro: | Muhmenthaler |

|                    |           |  |
| Orlandini 97’ (gg) | Marcatori |  |

| Italia U-21        |    |                     |     |     |
|                    |    |                     |     |     |
| P                  | 1  | Francesco Toldo     |     |     |
| D                  | 2  | Fabio Cannavaro     |     |     |
| D                  | 3  | Francesco Colonnese | 65’ |     |
| D                  | 7  | Christian Panucci   |     |     |
| D                  | 9  | Daniele Berretta    |     |     |
| C                  | 11 | Gianluca Cherubini  |     |     |
| C                  | 13 | Dario Marcolin (C)  |     |     |
| C                  | 15 | Alessio Scarchilli  | 28’ |     |
| A                  | 16 | Benito Carbone      |     |     |
| A                  | 17 | Filippo Inzaghi     |     | 84’ |
| A                  | 18 | Roberto Muzzi       |     |     |
| Sostituzioni:      |    |                     |     |     |
| P                  | 12 | Stefano Visi        |     |     |
| D                  | 4  | Daniele Delli Carri |     |     |
| D                  | 5  | Fabio Galante       |     |     |
| D                  | 6  | Paolo Negro         |     |     |
| D                  | 8  | Emanuele Tresoldi   |     |     |
| C                  | 10 | Emiliano Bigica     |     |     |
| C                  | 4  | Fabio Rossitto      |     |     |
| C                  | 19 | Pierluigi Orlandini |     | 84’ |
| A                  | 20 | Christian Vieri     |     |     |
| CT: Cesare Maldini |    |                     |     |     |

| Portogallo under 21 |    |                 |     |     |
|                     |    |                 |     |     |
| P                   | 1  | Alves Brassard  |     |     |
| D                   | 2  | Fernando Nélson |     |     |
| D                   | 4  | Jorge Costa     |     |     |
| D                   | 5  | Paulo Torres    |     |     |
| D                   | 6  | Abel Xavier     | 10’ |     |
| C                   | 7  | Luís Figo       |     |     |
| C                   | 8  | João Pinto (C)  |     |     |
| C                   | 3  | Rui Bento       |     |     |
| C                   | 10 | Rui Costa       |     |     |
| A                   | 9  | Toni            |     | 79’ |
| A                   | 18 | Capucho         |     |     |
| Sostituzioni:       |    |                 |     |     |
| P                   | 12 | Paulo Costinha  |     |     |
| P                   | 20 | Paulo Santos    |     |     |
| D                   | 13 | Álvaro Gregório |     |     |
| D                   | 19 | Jorge Soares    |     |     |
| C                   | 14 | Bino            |     |     |
| C                   | 17 | Tulipa          |     |     |
| A                   | 16 | Gil Gomes       |     |     |
| A                   | 11 | Sá Pinto        |     | 79’ |
| CT: Nelo Vingada    |    |                 |     |     |